# Società Sportiva Cavese 1983-1984
Questa voce raccoglie i dati riguardanti la Società Sportiva Cavese nelle competizioni ufficiali della stagione 1983-1984.

## Stagione
Per il terzo anno consecutivo la Cavese partecipa al campionato di Serie B, ma è solo una lontana parente della squadra ammirata l'anno prima, concludendo la stagione con una inaspettata retrocessione chiudendo al 19º posto.
Le cose non vanno meglio in Coppa Italia, dove i Metelliani escono al primo turno dopo aver subito clamorose goleade da parte di Sampdoria (8-1), Bari (5-0) e Lecce (6-0).

## Divise e sponsor
Lo sponsor tecnico per la stagione 1983-1984 è Adidas mentre lo sponsor ufficiale è Orenstein & Koppel.
| Casa | Trasferta |

## Organigramma societario
Di seguito sono riportati i membri dello staff della Cavese.
Area direttiva
- Presidente: Andrea Cotugno

Area organizzativa
- Segretario generale: Gennaro Brunetti

Area tecnica
- Direttore Sportivo: Ernesto Bronzetti
- Allenatore: Maurizio Bruno, dal 26 febbraio 1984 Umberto Pinardi, dal 6 maggio 1984 Ottavio Bugatti
- Allenatore in seconda: Ottavio Bugatti
- Allenatore Primavera: Giulio Lopez

Area sanitaria
- Medico sociale: Celestino Donadio
- Massaggiatore: Eugenio Marinucci

## Rosa
Di seguito è riportata la rosa della Cavese.
| N. |                   | Ruolo | Calciatore          |
| -- | ----------------- | ----- | ------------------- |
|    | Italia (bandiera) | P     | Maurizio Moscatelli |
|    | Italia (bandiera) | P     | Cesidio Oddi        |
|    | Italia (bandiera) | D     | Roberto Amodio      |
|    | Italia (bandiera) | D     | Leonardo Bitetto    |
|    | Italia (bandiera) | D     | Ernesto Calisti     |
|    | Italia (bandiera) | D     | Renzo Castagnini    |
|    | Italia (bandiera) | D     | Enrico D'Angelo     |
|    | Italia (bandiera) | D     | Aldo Firicano       |
|    | Italia (bandiera) | D     | Giovanni Gregorio   |
|    | Italia (bandiera) | D     | Nicolò Napoli       |
|    | Italia (bandiera) | D     | Nunzio Nusco        |
|    | Italia (bandiera) | D     | Roberto Pidone      |
|    | Italia (bandiera) | D     | Antonio Sciarpa     |
|    | Italia (bandiera) | D     | Marco Sereno        |

| N. |                   | Ruolo | Calciatore            |
| -- | ----------------- | ----- | --------------------- |
|    | Italia (bandiera) | D     | Raffaele Sergio       |
|    | Italia (bandiera) | C     | Gian Piero Gasperini  |
|    | Italia (bandiera) | C     | Riccardo Maritozzi    |
|    | Italia (bandiera) | C     | Giuseppe Mecca        |
|    | Italia (bandiera) | C     | Andrea Mitri          |
|    | Italia (bandiera) | C     | Vanni Moscon          |
|    | Italia (bandiera) | C     | Giuseppe Pavone       |
|    | Italia (bandiera) | C     | Giacomo Piangerelli   |
|    | Italia (bandiera) | C     | Enzo Scarpa           |
|    | Italia (bandiera) | C     | Alberto Urban         |
|    | Italia (bandiera) | A     | Matteo Anastasio      |
|    | Italia (bandiera) | A     | Bartolomeo Di Michele |
|    | Italia (bandiera) | A     | Claudio Vagheggi      |
|    | Italia (bandiera) | A     | Nicola Zagaria        |

## Risultati

### Serie B

#### Girone di andata
| Arbitro: | Ballerini (La Spezia) |

|                |           |               |
| Di Michele 66’ | Marcatori | 18’ Nicoletti |

| Arbitro: | Luci (Firenze) |

|                   |           |  |
| Magrin 33’ (rig.) | Marcatori |  |

| Arbitro: | Bergamo (Livorno) |

|  |           |                      |
|  | Marcatori | 44’ (rig.) Turchetta |

| Monza 2 ottobre 1983 4ª giornata | Monza          | 0 – 0 referto | Cavese | Stadio Gino Alfonso Sada\| Arbitro: \| Boschi (Parma) \| |
| Arbitro:                         | Boschi (Parma) |               |        |                                                          |

| Arbitro: | Sguizzato (Verona) |

|            |           |  |
| Moscon 57’ | Marcatori |  |

| Arbitro: | Testa (Prato) |

|              |           |                   |
| Piccioni 52’ | Marcatori | 34’ (rig.) Amodio |

| Arbitro: | Tubertini (Bologna) |

|                       |           |  |
| Di Michele 74’ (rig.) | Marcatori |  |

| Arbitro: | Pellicanò (Reggio Calabria) |

|                                    |           |  |
| Piangerelli 72’ (aut.) Fiorini 87’ | Marcatori |  |

| Arbitro: | Altobelli (Roma) |

|                                   |           |              |
| Urban 51’ Moscon 54’ Vagheggi 55’ | Marcatori | 58’ Agostini |

| Arbitro: | De Marchi (Novara) |

|             |           |               |
| Bellini 53’ | Marcatori | 61’ Maritozzi |

| Arbitro: | Lanese (Messina) |

|              |           |             |
| Maritozzi 6’ | Marcatori | 34’ Bagnato |

| Palermo 27 novembre 1983 12ª giornata | Palermo            | 0 – 0 referto | Cavese | Stadio La Favorita\| Arbitro: \| Sguizzato (Verona) \| |
| Arbitro:                              | Sguizzato (Verona) |               |        |                                                        |

| Arbitro: | Pairetto (Torino) |

|              |           |              |
| Vagheggi 54’ | Marcatori | 22’ Di Carlo |

| Arbitro: | De Marchi (Novara) |

|                       |           |                      |
| Massi 15’ Coppola 45’ | Marcatori | 77’ (rig.) Gasperini |

| Arbitro: | Facchin (Udine) |

|            |           |             |
| Amodio 62’ | Marcatori | 2’ Calonaci |

| Catanzaro 31 dicembre 1983 16ª giornata | Catanzaro    | 0 – 0 referto | Cavese | Stadio comunale\| Arbitro: \| Baldi (Roma) \| |
| Arbitro:                                | Baldi (Roma) |               |        |                                               |

| Arbitro: | Ballerini (La Spezia) |

|                   |           |              |
| Amodio 82’ (rig.) | Marcatori | 11’ Matteoli |

| Arbitro: | Luci (Firenze) |

|                                        |           |            |
| Cozzella 37’, 63’ (rig.) Tovalieri 82’ | Marcatori | 85’ Amodio |

| Arbitro: | Magni (Bergamo) |

|              |           |  |
| Vagheggi 44’ | Marcatori |  |

#### Girone di ritorno
| Arbitro: | Coppetelli (Tivoli) |

|               |           |  |
| Nicoletti 73’ | Marcatori |  |

| Arbitro: | Pellicanò (Reggio Calabria) |

|                       |           |             |
| Di Michele 51’ (rig.) | Marcatori | 48’ Pacione |

| Arbitro: | Leni (Perugia) |

|                 |           |  |
| Auteri 30’, 49’ | Marcatori |  |

| Arbitro: | Tubertini (Bologna) |

|                   |           |  |
| Amodio 68’ (rig.) | Marcatori |  |

| Arbitro: | Testa (Prato) |

|             |           |  |
| Goretti 69’ | Marcatori |  |

| Cava de' Tirreni 11 marzo 1984 25ª giornata | Cavese           | 0 – 0 referto | Perugia | Stadio Simonetta Lamberti\| Arbitro: \| Paparesta (Bari) \| |
| Arbitro:                                    | Paparesta (Bari) |               |         |                                                             |

| Trieste 18 marzo 1984 26ª giornata | Triestina           | 0 – 0 referto | Cavese | Stadio Giuseppe Grezar\| Arbitro: \| Lamorgese (Potenza) \| |
| Arbitro:                           | Lamorgese (Potenza) |               |        |                                                             |

| Arbitro: | Luci (Firenze) |

|                   |           |  |
| Amodio 70’ (rig.) | Marcatori |  |

| Arbitro: | Sguizzato (Verona) |

|                          |           |  |
| Cravero 40’ Gabriele 49’ | Marcatori |  |

| Cava de' Tirreni 8 aprile 1984 29ª giornata | Cavese          | 0 – 0 referto | Cagliari | Stadio Simonetta Lamberti\| Arbitro: \| Magni (Bergamo) \| |
| Arbitro:                                    | Magni (Bergamo) |               |          |                                                            |

| Arbitro: | Redini (Pisa) |

|          |           |  |
| Rossi 3’ | Marcatori |  |

| Arbitro: | Leni (Perugia) |

|                   |           |                 |
| Amodio 89’ (rig.) | Marcatori | 82’ De Stefanis |

| Arbitro: | Lanese (Messina) |

|            |           |  |
| Traini 24’ | Marcatori |  |

| Cava de' Tirreni 6 maggio 1984 33ª giornata | Cavese       | 0 – 0 referto | Padova | Stadio Simonetta Lamberti\| Arbitro: \| Baldi (Roma) \| |
| Arbitro:                                    | Baldi (Roma) |               |        |                                                         |

| Empoli 13 maggio 1984 34ª giornata | Empoli           | 0 – 0 referto | Cavese | Stadio Carlo Castellani\| Arbitro: \| Altobelli (Roma) \| |
| Arbitro:                           | Altobelli (Roma) |               |        |                                                           |

| Arbitro: | Casarin (Milano) |

|                |           |  |
| Di Michele 68’ | Marcatori |  |

| Arbitro: | Bergamo (Livorno) |

|                         |           |            |
| Todesco 77’ Albiero 84’ | Marcatori | 86’ Moscon |

| Arbitro: | Paparesta (Bari) |

|                                   |           |                  |
| Urban 21’ Gasperini 72’ Mitri 74’ | Marcatori | 3’, 47’ Rebonato |

| Arbitro: | Barbaresco (Cormons) |

|                              |           |            |
| Parlati 21’ (rig.) Russo 59’ | Marcatori | 42’ Pavone |

### Coppa Italia

#### Fase a gironi
| Cava de' Tirreni 21 agosto 1983 1ª giornata | Cavese       | 0 – 0 referto | Varese | Stadio Simonetta Lamberti\| Arbitro: \| Baldi[6] (Roma) \| |
| Arbitro:                                    | Baldi (Roma) |               |        |                                                            |

| Arbitro: | De Marchi (Novara) |

|                        |           |                                   |
| Facchini 5’ Macina 40’ | Marcatori | 9’ Vagheggi 26’ (rig.) Di Michele |

| Arbitro: | Vitali (Bologna) |

|                           |           |  |
| Mauro (II) 22’ Edinho 45’ | Marcatori |  |

| Arbitro: | Menicucci (Firenze) |

|                       |           |            |
| Di Michele 75’ (rig.) | Marcatori | 77’ Dirceu |

| Arbitro: | Sguizzato (Verona) |

|                                           |           |                                |
| Di Michele 24’ Gasperini 34’ Vagheggi 61’ | Marcatori | 54’ Maniero 89’ (aut.) Bitetto |

## Statistiche

### Statistiche di squadra
Di seguito sono riportati le statistiche di squadra della Cavese.
| Competizione | Punti | In casa | In casa | In casa | In casa | In casa | In casa | In trasferta | In trasferta | In trasferta | In trasferta | In trasferta | In trasferta | Totale | Totale | Totale | Totale | Totale | Totale | DR |
| Competizione | Punti | G       | V       | N       | P       | Gf      | Gs      | G            | V            | N            | P            | Gf           | Gs           | G      | V      | N      | P      | Gf     | Gs     | DR |
| ------------ | ----- | ------- | ------- | ------- | ------- | ------- | ------- | ------------ | ------------ | ------------ | ------------ | ------------ | ------------ | ------ | ------ | ------ | ------ | ------ | ------ | -- |
| Serie B      | 33    | 19      | 8       | 10      | 1       | 19      | 11      | 19           | 0            | 7            | 12           | 6            | 22           | 38     | 8      | 17     | 13     | 25     | 33     | -8 |
| Coppa Italia | 5     | 3       | 1       | 2       | 0       | 4       | 3       | 2            | 0            | 1            | 1            | 2            | 4            | 5      | 1      | 3      | 1      | 6      | 7      | -1 |
| Totale       | -     | 22      | 9       | 12      | 1       | 23      | 14      | 21           | 0            | 8            | 13           | 8            | 26           | 43     | 9      | 20     | 14     | 31     | 40     | -9 |

### Statistiche dei giocatori
Di seguito sono riportati le statistiche giocatori della Cavese.
| Giocatore      | Serie B  | Serie B | Serie B     | Serie B    | Coppa Italia | Coppa Italia | Coppa Italia | Coppa Italia | Totale   | Totale | Totale      | Totale     |
| Giocatore      | Presenze | Reti    | Ammonizioni | Espulsioni | Presenze     | Reti         | Ammonizioni  | Espulsioni   | Presenze | Reti   | Ammonizioni | Espulsioni |
| -------------- | -------- | ------- | ----------- | ---------- | ------------ | ------------ | ------------ | ------------ | -------- | ------ | ----------- | ---------- |
| R. Amodio      | 36       | 7       | ?           | ?          | 5            | 0            | ?            | ?            | 41       | 7      | ?           | ?          |
| M. Anastasio   | 1        | 0       | ?           | ?          | 0            | 0            | ?            | ?            | 1        | 0      | ?           | ?          |
| L. Bitetto     | 18       | 0       | ?           | ?          | 4            | 0            | ?            | ?            | 22       | 0      | ?           | ?          |
| E. Calisti     | 23       | 0       | ?           | ?          | 0            | 0            | ?            | ?            | 23       | 0      | ?           | ?          |
| R. Castagnini  | 5        | 0       | ?           | ?          | 5            | 0            | ?            | ?            | 10       | 0      | ?           | ?          |
| E. D'Angelo    | 0        | 0       | ?           | ?          | 0            | 0            | ?            | ?            | 0        | 0      | ?           | ?          |
| B. Di Michele  | 25       | 4       | ?           | ?          | 5            | 3            | ?            | ?            | 30       | 7      | ?           | ?          |
| A. Firicano    | 0        | 0       | ?           | ?          | 1            | 0            | ?            | ?            | 1        | 0      | ?           | ?          |
| G. Gasperini   | 34       | 2       | ?           | ?          | 5            | 1            | ?            | ?            | 39       | 3      | ?           | ?          |
| G. Gregorio    | 22       | 0       | ?           | ?          | 3            | 0            | ?            | ?            | 25       | 0      | ?           | ?          |
| R. Maritozzi   | 33       | 2       | ?           | ?          | 5            | 0            | ?            | ?            | 38       | 2      | ?           | ?          |
| G. Mecca       | 13       | 0       | ?           | ?          | 0            | 0            | ?            | ?            | 13       | 0      | ?           | ?          |
| A. Mitri       | 28       | 1       | ?           | ?          | 0            | 0            | ?            | ?            | 28       | 1      | ?           | ?          |
| M. Moscatelli  | 22       | -21     | ?           | ?          | 5            | -7           | ?            | ?            | 27       | -28    | ?           | ?          |
| V. Moscon      | 30       | 3       | ?           | ?          | 3            | 0            | ?            | ?            | 33       | 3      | ?           | ?          |
| N. Napoli      | 2        | 0       | ?           | ?          | 0            | 0            | ?            | ?            | 2        | 0      | ?           | ?          |
| N. Nusco       | 0        | 0       | ?           | ?          | 0            | 0            | ?            | ?            | 0        | 0      | ?           | ?          |
| C. Oddi        | 16       | -12     | ?           | ?          | 0            | -0           | ?            | ?            | 16       | -12    | ?           | ?          |
| G. Pavone      | 37       | 1       | ?           | ?          | 5            | 0            | ?            | ?            | 42       | 1      | ?           | ?          |
| G. Piangerelli | 31       | 0       | ?           | ?          | 5            | 0            | ?            | ?            | 36       | 0      | ?           | ?          |
| R. Pidone      | 35       | 0       | ?           | ?          | 5            | 0            | ?            | ?            | 40       | 0      | ?           | ?          |
| E. Scarpa      | 3        | 0       | ?           | ?          | 4            | 0            | ?            | ?            | 7        | 0      | ?           | ?          |
| A. Sciarpa     | 3        | 0       | ?           | ?          | 0            | 0            | ?            | ?            | 3        | 0      | ?           | ?          |
| M. Sereno      | 0        | 0       | ?           | ?          | 0            | 0            | ?            | ?            | 0        | 0      | ?           | ?          |
| R. Sergio      | 0        | 0       | ?           | ?          | 0            | 0            | ?            | ?            | 0        | 0      | ?           | ?          |
| A. Urban       | 20       | 2       | ?           | ?          | 0            | 0            | ?            | ?            | 20       | 2      | ?           | ?          |
| C. Vagheggi    | 34       | 3       | ?           | ?          | 5            | 2            | ?            | ?            | 39       | 5      | ?           | ?          |
| N. Zagaria     | 6        | 0       | ?           | ?          | 0            | 0            | ?            | ?            | 6        | 0      | ?           | ?          |